# 옌야룬
옌야룬(중국어 정체자: 炎亞綸, 간체자: 炎亚纶, 병음: Yán Yǎlún, 한자음: 염아륜)은 중화민국의 아이돌 그룹 페이룬하이(또는 비륜해)의 멤버이자 연기자이다.

## 상세한 정보
- 본명 : 오경림(吳庚霖)
- 익명 : 아포(阿布)
- 출생 : 1985년 11월 20일
- 대표온도 : 41도
- 가족관계 : 엄마, 아빠, 여동생
- 학력 : 경문과기대학 영문과
- 언어 : 중국어, 영어
- 취미 : 농구, 춤, 노래, 친구사귀기, 트집잡기
- 특기 : 피아노, 농구, 플룻
- 가장 좋아하는 그룹 : 신악단
- 가장 좋아하는 남자배우 : 유덕화
- 가장 좋아하는 여자배우 : 임의신
- 가장 좋아하는 남자가수 : 임준걸
- 가장 좋아하는 여자가수 : 임범, 양정여
- 가장 좋아하는 음악 스타일 : Soul rock, Pop, R&B, Hard rock, Jazz
- 가장 좋아하는 물건은 : 정성이 들어간 물건
- 가장 좋아하는 색은 : 녹색, 파란색, 노란색, 검은색
- 출연드라마[1] :

- 《安室愛美惠》
- 《악작극지문 1》 - 아뿌(阿布)역
- 《악작극지문 2》 - 아뿌(阿布)역
- 《종극일반》 - 띵샤오위(丁小雨)역
- 《종극일가》 - 멍주(盟主)역
- 《벽력MIT》 - 쨘스더(詹士德)역
- 음악[1] :

- 《수장동명전집》 1집
- 《쌍면비륜해》 2집
- 《월래월애》 3집
- 《태열》 4집
- 《하일거옌야룬》솔로ep
- 《기념일》솔로 1집
- 《몽유사대북수위전집》솔로 ep
- 《종극일반 OST》 (비륜해)
- 《동방줄리엣 OST》 (비륜해)
- 《종극일가 OST》 (비륜해)
- 대회[1] :

- 2004년 《新光三越第二屆陽光男孩選拔台北區》

## 참고 문헌
1. 1 2 3  비륜해 한국후원회